# 李·拉齊維爾
卡羅琳·李·拉齊維爾（英語：Caroline Lee Radziwill，一般被大眾稱作李·拉齊維爾，1933年3月3日—2019年2月15日）是美國社交名媛、公关及室內設計師。她的姊姊杰奎琳是美国第35任总统約翰·甘迺迪的夫人。

## 早期生涯
卡羅琳·李·鲍维尔出生于纽约博士醫院（Doctors Hospital) ，父亲约翰·沃努·布维尔三世是一个证券经紀人，具有1/4法国人血统，其余的为爱尔兰人血统，是一个花花公子。母亲杰奈特·诺顿·李来自马里兰州，祖先也是爱尔兰移民。
和她胞姊一樣，卡羅琳在波特小姐学校（Miss Porter's School）就读。她毕业于莎拉·劳伦斯学院。